# George Hodgson
George Ritchie Hodgson, född 12 oktober 1893 i Montréal, död 1 maj 1983 i Montréal, var en kanadensisk simmare.
Hodgson blev olympisk guldmedaljör på 400 meter frisim vid sommarspelen 1912 i Stockholm.